# 阿爾瓦德湖橋
阿爾瓦德湖橋（英語：Alvord Lake Bridge）是美國的第一座钢筋混凝土橋梁。建立於1889年，建築師為歐内斯特·L·蘭瑟姆。該橋為單拱橋，寬度64英尺（20），跨度20英尺（6.1）。
蘭瑟姆在建造時使用了自己的凍扭方鋼專利進行加固，縱向放置於拱門中，並在同一弧度上對其進行彎曲。橋梁的表面類似於砂岩一樣被刻痕與敲擊，而橋梁内部的特點在於在最初的施工過程中所使用的混凝土“鐘乳石”一創新成果，使得橋下通道具有形似洞穴般的外觀。
蘭瑟姆在幾年之後離開了舊金山，他對於建築界對混凝土建築的漠視感到失望。然而諷刺的是，在1906年舊金山大地震中，該市爲數不多的鋼筋混凝土結構建築，包括阿爾瓦德湖橋卻幾近完好無損，證實了蘭瑟姆一建造方法之可行性。該橋于1969年被美國土木工程師協會列入国际土木工程历史古迹名單。
阿爾瓦德湖橋拱衛舊金山金门公园湖邊的人行道，使得從海特-阿什伯利到來的游客可以從東邊進入公園，通過人群密集的季札爾小路之下提供的交通立體化設施可通過公園以東的斯坦尼安大街安全直接地到達公園的其他區域。

## 外部鏈接
- Historic American Engineering Record (HAER) No. CA-33, "Alvord Lake Bridge", 4 photos, 2 data pages, 1 photo caption page
- Alvord Lake Bridge 1890s photograph of original interior （页面存档备份，存于）
- Circa 1910 photograph of bridge, interior visible
- American Society of Civil Engineers - National Historic Civil Engineering Landmark （页面存档备份，存于）

 维基共享资源上的相關多媒體資源：阿爾瓦德湖橋